# Jeremy Coney
Jeremy Coney, född 21 juni 1952 i Wellington, Nya Zeeland, nyzeeländsk cricketspelare och skådespelare.